# Piazza Carità
La Piazza Carità (antiguamente llamada Largo della Carità, Piazza Carlo Poerio desde los últimos años del siglo xix y Piazza Costanzo Ciano en el ventenio fascista) es una plaza del centro de Nápoles (Italia), situada entre los barrios de Montecalvario y San Giuseppe.
Se encuentra en el corazón del centro histórico, junto a Pignasecca y los Quartieri Spagnoli, y al inicio del rione Carità, que se desarrolló tras la realización de la Via Toledo (que atraviesa la plaza) y fue remodelado posteriormente entre los años treinta y cincuenta del siglo xx según los proyectos de remodelación urbanística del régimen fascista y del ayuntamiento dirigido por el alcalde Achille Lauro.

## Historia

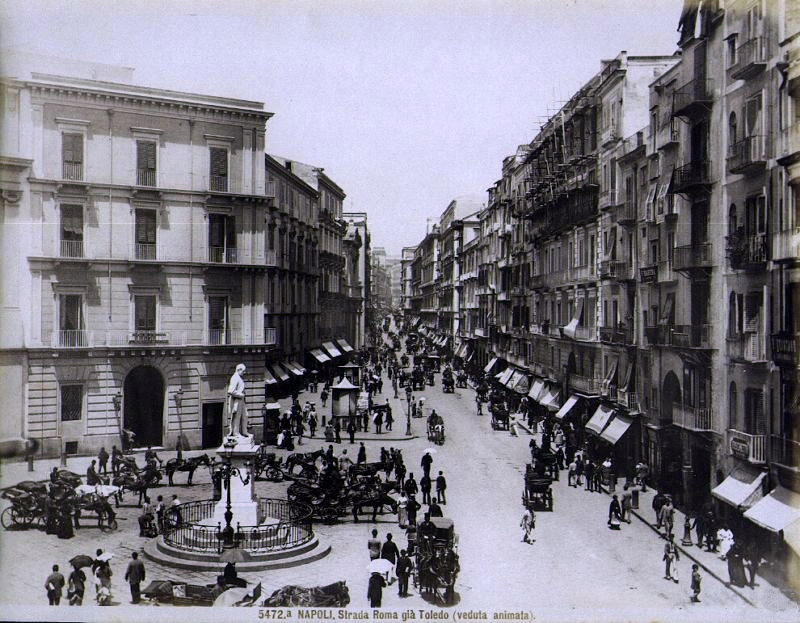
La estatua de Carlo Poerio en una foto de finales del siglo xix.

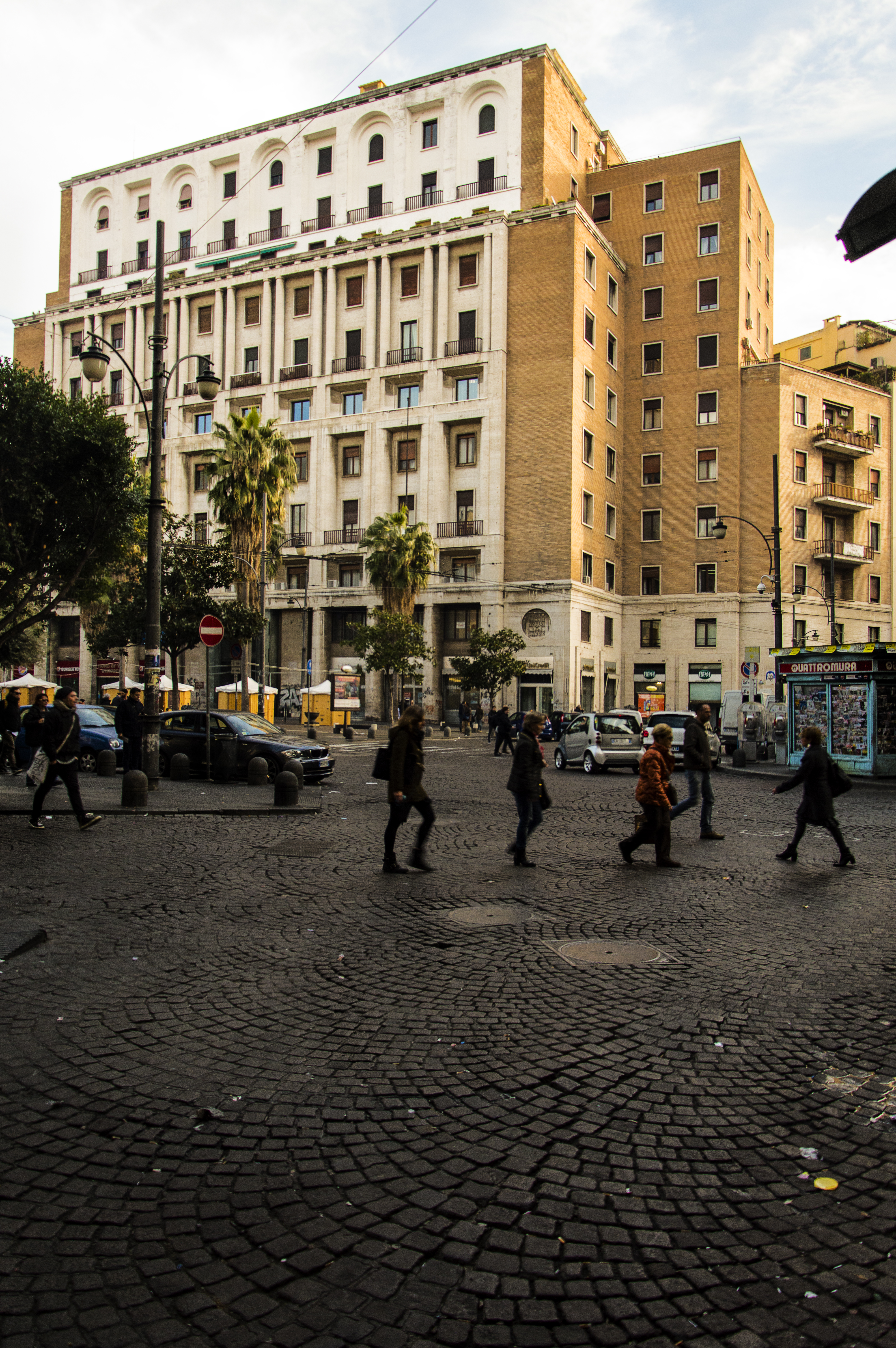
El Palazzo INA.

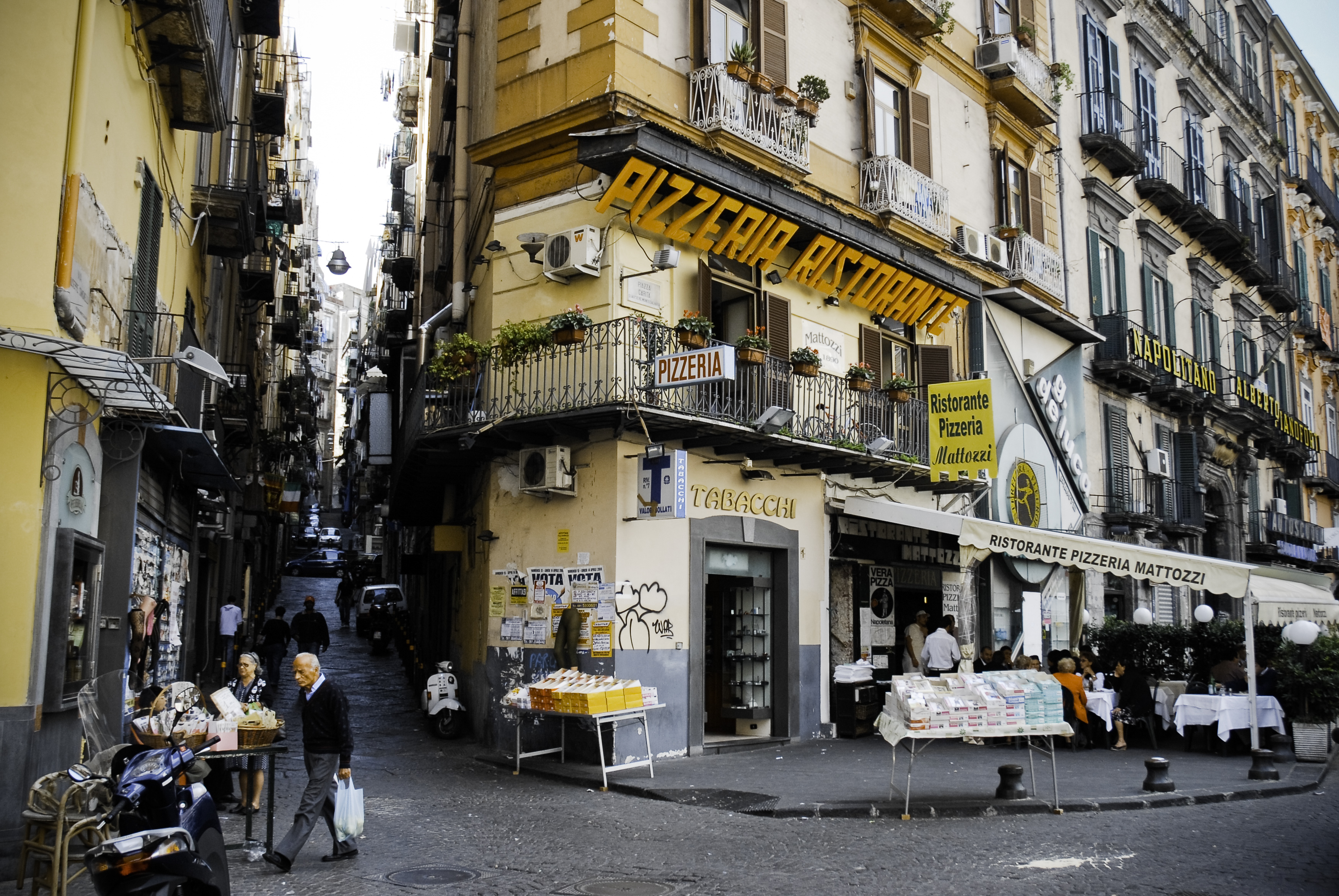
Edificios históricos al oeste de la plaza.

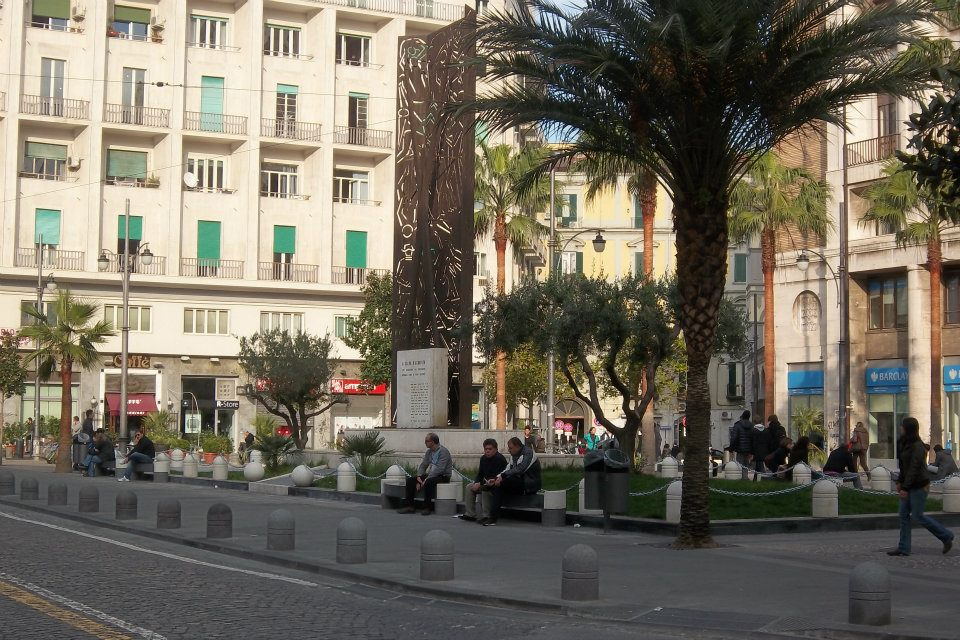
Panorámica de la plaza con el monumento a Salvo D'Acquisto.

El Largo della Carità era desde los tiempos antiguos un famoso y ajetreado mercado que animaba la plaza con sus mercancías y los negocios que se realizaban allí. En el siglo xvi se construyó la iglesia de Santa Maria della Carità, que todavía existe aunque con el aspecto conferido por la reconstrucción del siglo xix.
En 1802 el mercado fue drásticamente redimensionado por orden del Regio Tribunale di Portolania, que prohibió la presencia de cabañas en la plaza (como atestigua una placa todavía visible a la izquierda de la iglesia de la Carità) y limitó el mercado a una estructura (el mercato di commestibili) construida en 1811 según el proyecto de Stefano Gasse en lugar del jardín del antiguo monasterio de los olivetanos.
Tras las revoluciones de 1848, Fernando II, en la reconstrucción de la Via Toledo, quiso que en el Largo della Carità se construyera un monumento a la Virgen de la Paz por permitir la pacificación tras los duros enfrentamientos y las tensiones revolucionarias. El diseño del monumento fue encargado al arquitecto Luigi Catalani, que imaginó una imponente columna corintia con un amplio basamento, coronada por la estatua de la Virgen. Mientras el monumento estaba en fase de realización se dieron cuenta de que la plaza tenía forma irregular y no habría dotado al monumento de la belleza que merecía. Iban a elegir como nueva ubicación el Largo del Mercatello (la actual Piazza Dante) cuando Errico Alvino consiguió llevarlo al Largo di Santa Maria a Cappella Nuova (la actual Piazza dei Martiri). Camillo Napoleone Sasso no escatimó en críticas hacia Alvino por la elección de la plaza, no solo porque esta también tenía una forma irregular (a diferencia del Largo del Mercatello, de planta cuadrada), sino también por el hecho de que esa decisión entraba en la esfera de sus competencias.
En 1887 se colocó en la plaza el monumento a Carlo Poerio, esculpido por Tommaso Solari en 1877. La decisión de colocar esa estatua en la plaza no fue casualidad: se quería recordar los enfrentamientos que se produjeron en particular a lo largo de la Via Toledo en la jornada del 15 de mayo de 1848; así, la plaza fue dedicada al patriota. En las excavaciones del terreno para realizar el monumento, se descubrieron muchos restos humanos, que probablemente databan de la peste de 1656.
La estatua fue retirada en 1939 por motivos de viabilidad y fue colocada en la Piazza San Pasquale de Chiaia, al mismo tiempo que la Piazza della Carità fue dedicada a Costanzo Ciano, ministro de comunicaciones que había muerto en 1939 y padre de Galeazzo Ciano, que era yerno del Duce, hasta la caída del régimen fascista. A Carlo Poerio ya a finales del siglo xix le habían dedicado el antiguo Vico Freddo a Chiaia, que termina en la Piazza San Pasquale.
El ventenio fascista trajo también un gran viento de renovación arquitectónica: la plaza fue ensanchada hacia el este, perdiendo su antigua forma triangular, y se construyeron el Palazzo dell'EAV y el Palazzo INA, ambos de Marcello Canino. En particular, el segundo edificio fue construido donde se encontraba lo que se conservaba del mercado de alimentos (que había sufrido un trágico derrumbe en 1906 a causa de las cenizas de la erupción del Vesubio depositadas sobre el techo). Los primeros proyectos contemplaban erigir también en la plaza la sede de la provincia, el actual Palazzo Matteotti, construido posteriormente en la Piazza Matteotti, coetánea a las nuevas construcciones.
Recuperado el antiguo nombre en la posguerra, pero desprovista del monumento a Poerio, la plaza fue adornada por el controvertido monumento a Salvo D'Acquisto, obra de estilo moderno de la escultora napolitana Lidia Cottone, inaugurado en 1971 ante la presencia del entonces presidente del Consejo de Ministros Emilio Colombo. Se decidió renombrar la plaza en honor de Salvo D'Acquisto, pero la decisión nunca fue ratificada. Por esto muchos napolitanos, pensando estar en lo cierto, llaman en la actualidad erróneamente a la plaza Piazza Salvo D'Acquisto. En realidad, a Salvo D'Acquisto le fue dedicada una calle en Arenella, entre la Via Matteo Renato Imbriani y la Piazza Enrico De Leva, donde vivía su familia.
A finales de los años setenta y principios de los ochenta los grandes proyectos del Metro de Nápoles parecen concretarse, con la puesta de la primera piedra y la apertura de varias obras en el Vomero. La Piazza Carità fue designada como sede de una estación que habría tenido el mismo nombre de la plaza, Carità.
Tras la variante del recorrido, que llevó la línea 1 bajo la Piazza del Municipio, la estación fue trasladada más al sur, entre la Via Toledo y la Via Diaz, a la altura del Palazzo della Banca Nazionale del Lavoro. A pesar de esto, la plaza resultó afectada por la construcción de obras técnicas de soporte a la estación y a las galerías que conducen a ella, obras que fueron terminadas entre 2010 y 2011, después de casi seis años, y que han dado a la ciudadanía una plaza ordenada y con un mobiliario urbano renovado.

## Descripción
En la plaza convergen varias calles importantes: además de la Via Toledo, que la cruza en dirección norte-sur, a partir del norte y en sentido horario se encuentran la Via Mario Morgantini; la Via Cesare Battisti, construida en el marco de la primera reconstrucción de la zona; la Via Giuseppe Simonelli, antiguamente llamada vico Chianche alla Carità, famosa calle llamada así debido a las chianche (es decir, los bancos) sobre los cuales los carniceros exponían sus carnes; la Via San Liborio y por último la Via Pignasecca.
Al noreste, en la Via Morgantini está la entrada a la caserma Pastrengo, antiguamente parte del complejo monástico de Monteoliveto. Al este se encuentra el ya citado Palazzo INA, mientras que en el otro lado de la plaza se erigen dos importantes palacios históricos, el Palazzo Mastelloni y el Palazzo Trabucco (este último en la Via San Liborio), además de la iglesia de Santa Maria della Carità. Por último, en el centro se encuentra el monumento al héroe de la resistencia Salvo D'Acquisto.

## Transporte
Se puede alcanzar fácilmente la plaza con los medios públicos del ANM. En 2012 abrió la estación Toledo del Metro de Nápoles, a pocos pasos de la plaza.